# Nancy Dankers
Leonarda Henrica Johanna Maria (Nancy) Dankers (* 22. Juni 1949 in Helmond; † 25. August 2005 in Nijmegen) war eine niederländische Politikerin des Christen-Democratisch Appèl (CDA), Beigeordnete (Wethouder) in Helmond und Mitglied der Zweiten Kammer des niederländischen Parlaments.
Dankers wurde in Helmond als Tochter des Direktors der Busgesellschaft EHAD (Eerste Helmondse Autobus Dienst) geboren. Sie studierte Wirtschaftswissenschaften an der Katholischen Ökonomischen Hochschule in Tilburg. Nach Beendigung des Studiums fing sie 1975 im väterlichen Betrieb an zu arbeiten, wo sie zur Direktorin für Finanz- und Personalangelegenheiten und 1985 zur allgemeinen Direktorin aufstieg. Seit 1978 war sie Mitglied des Helmonder Gemeinderats (seit 1980 für den CDA). 1986 wurde sie Fraktionsvorsitzende der CDA-Fraktion und 1990 Wethouderin. Zu dieser Zeit gab sie auch ihren Direktorenposten bei der EHAD auf.
1994 trat Dankers für die CDA als Kandidatin für die Zweite Parlamentskammer an und erlangte einen Sitz, den sie 1998 und 2002 verteidigen konnte. 2000 gehörte sie zur CDA-Minderheit, die für die Homoehe stimmte.
Von 2001 an war sie wegen Krankheit im Parlament nicht mehr anwesend und konnte auch nach der Wiederwahl 2002 ihren Sitz nicht einnehmen. Am 25. August 2005 starb Nancy Dankers 56-jährig an ihrer Krankheit.